# 中尾衣里
中尾 衣里（なかお えり、1980年5月15日 - ）は、日本の女性声優。所属事務所は大沢事務所。兵庫県神戸市出身。

## 来歴
日本大学芸術学部映画学科演技コース卒業。
声優を志したきっかけは、「漫画やアニメが好きだから」とのこと。また、きっかけとなった理由として、『らんま1/2』、『るろうに剣心』を好きな作品として挙げている。なお、「カラオケは声優の名前で検索する」と公言するほどのアニメソング好きでもある。
大学卒業前後、声優の養成所や学校を経ずに現事務所のオーディションに挑戦。大学在学中に取得した市民救命士の経験から、心肺蘇生の演技を披露したことが評価されて合格。現在に至る。

## 人物

### 特色
『ゼーガペイン』のディータの様なクールな女性役はもとより、『もえたん』の手塚澪、『にゃんこい!』の高坂鈴のような妹キャラ、『月面兎兵器ミーナ』の六棟エスカルティンのような二面性を持った役、『のらみみ』のナオミのように特徴的な役、さらにはモブキャラの少年役やお母さん、おばあさん役までこなす。また、CM等のナレーションでの活躍も多く、年齢相応の綺麗系の女性の声を担当することが多い。いずれも素の喋りとは全く異なる。

### エピソード
2人姉弟の長女。主に使う一人称は「ウチ」。あだ名は「中尾プロ」。これはインターネットラジオ『月面兎兵器ミーナ スポルナ情報局 麻里奈と衣里の『聞いて、み〜な!?』』にて、ゲスト出演したこじまかずこから「中尾プロ」と呼ばれたことをきっかけに広まったものである。なお、「プロ」が付いた由来は特にないという。同番組では当初、「えりぴょん」と呼ばれていた。
特徴のある喋りから、喜多村英梨、矢作紗友里、花澤香菜など、他の声優からものまねをされることがある。褒められるのが苦手な天然だが、急にハイテンションになることがある。
高校時代、水泳部と演劇部を掛け持ちしていたが、先輩からの虐めを受けたことにより退部したことがあるという。また、友人と喧嘩してプレイステーションを殴って割ろうとしたことがあるなど、大胆な一面を持つ。大学時代、漫画研究のサークルに所属していたが、漫画は描かなかったという。なお、『ハヤテのごとく!』第44話にて、原画の書き下ろしを行い、エンディングのスタッフロールにクレジットされたことがある。
大沢事務所登山部に所属している。同業者で同じ年齢、デビューが1年先輩である伊藤静のファンであり、憧れの1人として挙げている。
理想のタイプにポルノグラフィティの新藤晴一（ハルイチ）を挙げ、「どうやったら付き合えるか」と妄想していたほど。ハルイチの結婚後は一時、三浦春馬に乗り換えたが、後にそれは「勘違いだった」としてハルイチに回帰した。

## 出演
太字はメインキャラクター。

### テレビアニメ
2004年
- この醜くも美しい世界（女子生徒）
- サムライチャンプルー（子供）

2005年
- SPEED GRAPHER（クラスメイト2）
- ティーン・タイタンズ（キトゥン）
- BLOOD+（レイミ）
- 魔法先生ネギま!（女性店員）

2006年
- ウィッチブレイド（女の子、研究員、ミキ）
- おとぎ銃士 赤ずきん（村人）
- 鍵姫物語 永久アリス輪舞曲（女生徒、高塔地チサ）
- かしまし 〜ガール・ミーツ・ガール〜（とまりの母）
- Kanon（医師）
- 金色のコルダ シリーズ（2006年 - 2009年、小林直） - 2シリーズ
- 恋する天使アンジェリーク〜心のめざめる時〜（子供、ラキンの妹）
- くじびきアンバランス（橘いづみ、小雪の担任の先生）
- 地獄少女（2006年 - 2007年、女子アナ、旅の女） - 2シリーズ
- ゼーガペイン（ディータ、イズミ）
- タクティカルロア（笠悟さより、天田ころん）
- ちょこッとSister（来島秋穂）
- となグラ!（香月の母）
- ハチミツとクローバーII（女子学生B）
- Fate/stay night（三枝由紀香）

2007年
- キミキス pure rouge（真田光一〈子供時代〉、母親）
- 月面兎兵器ミーナ（六棟エスカルティン）
- げんしけん2（加藤、女子B、女性面接官）
- 灼眼のシャナII（女子A/佐々木）
- 神曲奏界ポリフォニカ（係員）
- スカルマン（OL）
- 逮捕しちゃうぞ フルスロットル（ランディの母）
- 鉄子の旅（ひかり）
- ナイトウィザード The ANIMATION（オペレーター）
- ハヤテのごとく!（2007年 - 2013年、花菱美希、西沢一樹、女、老婆） - 4シリーズ
- MAJOR 3rd season（女生徒）
- もえたん（手塚澪、観月マネージャー）
- ラブ★コン（女学生）

2008年
- 絶対可憐チルドレン（常盤奈津子、火下省吾、花菱美希、六棟エスカルティン）
- のらみみ（ナオミ） - 2シリーズ
- BLASSREITER（研究員A/女研究員）

2009年
- クイーンズブレイド 流浪の戦士（巫女C）
- CLANNAD 〜AFTER STORY〜（母親）
- 黒神 The Animation（優子）
- けんぷファー（2009年 - 2011年、中尾沙也香 / 観客C） - 2シリーズ
- しゅごキャラ! シリーズ（2009年 - 2010年、一之宮ひかる） - 2シリーズ
- にゃんこい!（高坂鈴、付喪神）
- 毎日かあさん（愛ちゃん、ひこくん、たかし、岩村家兄弟 他）

2010年
- ひめチェン!おとぎちっくアイドル リルぷりっ（グレーテル）

2012年
- めだかボックス（八代三年生）

2013年
- 踊り子クリノッペ（オネイサン）

2014年
- 人生相談テレビアニメーション「人生」（山中君江）
- Fate/stay night [Unlimited Blade Works]（三枝由紀香）
- ワールドトリガー（2014年 - 2022年、一之瀬、市民、宇佐美栞） - 3シリーズ

2015年
- 乱歩奇譚 Game of Laplace（現場リポーター）

2017年
- リトルウィッチアカデミア（ハンナ、ドーリン大臣）
- デジモンユニバース アプリモンスターズ（飛鳥ジェニー）
- モンスターハンター ストーリーズ RIDE ON（ピント）
- Fate/Grand Order × 氷室の天地 〜7人の最強偉人篇〜（三枝由紀香）

2018年
- ゲゲゲの鬼太郎（第6作）（2018年 - 2019年、夏美）

2019年
- 盾の勇者の成り上がり（2019年 - 2025年、影〈ごじゃる〉、女中〈影〉） - 4シリーズ

2021年
- ぐんまちゃん（2021年 - 2023年、お母さん、トラ、宇宙ダルマ、ダルマE、審判ハニワ、女の子のお母さん、子供、ミニハニワB） - 2シリーズ

2023年
- デジモンゴーストゲーム（相馬メル）

### 劇場アニメ
2007年
- 電撃文庫ムービーフェスティバル（女性店員）
- 空の境界 第一章 俯瞰風景（レポーター）

2010年
- こわれかけのオルゴール（法子、アイリス）

2011年
- 映画けいおん!（マキ）
- 劇場版 ハヤテのごとく! HEAVEN IS A PLACE ON EARTH（花菱美希）

2013年
- リトル ウィッチ アカデミア（ハンナ）

2016年
- ゼーガペインADP（ディータ）

2024年
- ゼーガペインSTA（ディータ）

### OVA
2006年
- BALDR FORCE EXE RESOLUTION（小隊長）

2007年
- ICE (アニメ)（衛士A）
- TAMALA ON PARADE（店員、ペネロペ）

2009年
- けいおん!（マキ）
- ハヤテのごとく!! アツがナツいぜ 水着編!（花菱美希）

2010年
- 絶対可憐チルドレン 〜愛多憎生! 奪われた未来?〜（常盤奈津子）

2014年
- ハヤテのごとく!（花菱美希）※単行本41巻OVA付き特別版

### Webアニメ
- 衛宮さんちの今日のごはん（2018年、三枝由紀香）

### ゲーム
2006年
- ゼーガペイン XOR（ディータ）

2007年
- ASH -ARCHAIC SEALED HEAT-（ホワイトマジック）
- オーディンスフィア（ワルキューレ、エルフ）
- くじびきアンバランス 会長お願いすま〜っしゅファイト☆（橘いづみ）
- 月面兎兵器ミーナ －ふたつのPROJECT M－（六棟エスカルティン）
- ハヤテのごとく! ボクがロミオでロミオがボクで（花菱美希）
- Fate/stay night [Realta Nua]（三枝由紀香）
- とびだせ!トラぶる花札道中記（三枝由紀香、わるい由紀香）

2008年
- 攻速機戦LANDMASS（オペレーター、女性兵士）
- 絶対可憐チルドレンDS 第4のチルドレン（常盤奈津子、MGモガちゃん）
- ハヤテのごとく! お嬢様プロデュース大作戦 ボク色にそまれっ!（花菱美希）

2009年
- 朧村正（雷神）
- ハヤテのごとく! ナイトメアパラダイス（花菱美希）

2010年
- ゼノブレイド（フィオルン）
- HOSPITAL. 6人の医師（シェリー・ブルックス）

2013年
- ARMORED CORE VERDICT DAY（マギー / マグノリア・カーチス）

2014年
- Fate/hollow ataraxia（三枝由紀香）

2015年
- PROJECT X ZONE 2:BRAVE NEW WORLD（フィオルン、東風）

2017年
- リトルウィッチアカデミア 時の魔法と七不思議（ハンナ）

2018年
- ゼノブレイド2（フィオルン、ミガミガ、サツ）

2020年
- ゼノブレイド ディフィニティブ・エディション（フィオルン）

2022年
- 共闘ことばRPG コトダマン（宇佐美栞）

2023年
- グランブルーファンタジー（マルドーラ）

### ドラマCD
時期不明
- あそびにいくヨ!（クーネ）

2006年
- Vassalord. Act.I（看護婦）

2007年
- アーネンエルベの一日（三枝由紀香）
- クロム・ブレイカー（女生徒）
- ハヤテのごとく!（花菱美希）
  - ドラマCD1/綾崎ハーマイオニーと秘密の課外授業
  - 熱血ドラマCD「轟轟生徒会タンケンジャーVS恐怖のドンペリ怪人ユキジン」

- BRAVE10（桜割）

2008年
- 灼眼のシャナII -Second- アニメージュスペシャルドラマCD「迷子の迷子のゆうじ君」（母親）
- ハヤテのごとく! ドラマCD2/疾走!白皇学院バスツアーとマリアさんの独り言（花菱美希）

2009年
- ハヤテのごとく! 白皇学院校内放送CD1・2（花菱美希）

2010年
- 柚子ペパーミント（ヘリの吉田くん）

2011年
- ほしいもパラダイス2 〜万能ネギ男を救出せよ！〜（干し芋子）

2013年
- 氷室の天地 Fate/school life 6・7・9・12巻特装版 特典ドラマCD（2013年 - 2019年、三枝由紀香） - 4作品

### 吹き替え

#### 映画
- シルバーホーク
- デンジャラス・ビューティー2

#### ドラマ
- ER XIII 緊急救命室（テラー〈マサム・ホールデン〉） #275、278
- エーゲ海の恋[台湾ドラマ]（ウェイ・ウェイ）
- イタズラなKiss[台湾ドラマ]（じんこ）

### ラジオ
- 月面兎兵器ミーナ スポルナ情報局 麻里奈と衣里の『聞いて、み〜な!?』
  - 音泉：2006年12月18日 - 2007年8月27日
- ハヤテのごとく! Radio the combat butler 第30回
- ☆開運☆野望神社☆ 第60回
- ☆開運☆野望神社☆ on CD 〜幸せのカタチ〜
- 花澤香菜のひとりでできるかな? 第23回 ラジオドラマ ほしいもパラダイス 〜乾物を越えた愛〜 （干し芋子）
- 花澤香菜のひとりでできるかな? 第30回 （干し芋子）　第56回　（香菜の誕生年1989年にトリップ）
- 花澤香菜のひとりでできるかな? in 東京国際アニメフェア2009

### ナレーション

#### テレビ番組
- スーパーサッカーPlus（TBSテレビ）
- 奇跡体験!アンビリバボー（フジテレビ） - 再現VTR吹き替え
- 美の巨人たち （テレビ東京）遠藤新「旧甲子園ホテル」
- 原発事故 未来への提言 〜4人のキーマンが語る茨城のこれから〜（NHK）
- 日曜ビッグバラエティ「閉店した店のシャッター上げてみた!」（2018年5月13日、テレビ東京）
- ガリレオX （BSフジ）- 不定期に担当
- サスティな!〜こんなとこにもSDGs〜

#### コマーシャル
（公式Webサイト上などで確認されたもの）
- NTTドコモ ラジオCM （iのあるメール大賞 作品募集編 など）
- 江崎グリコ OTONA GLICO ラジオCM

ほか多数

## ディスコグラフィ

### キャラクターソング
| 発売日  | 商品名                                                                  | 歌                                             | 楽曲                                                          | 備考                                               |
| 2007年  | 2007年                                                                  | 2007年                                         | 2007年                                                        | 2007年                                             |
| ------- | ----------------------------------------------------------------------- | ---------------------------------------------- | ------------------------------------------------------------- | -------------------------------------------------- |
| 3月7日  | 月面兎兵器ミーナ キャラクターコレクション1                              | 六棟エスカルティン（中尾衣里）                 | 「ルルル・ミラクル・クルdo！」                                | テレビアニメ『月面兎兵器ミーナ』関連曲             |
| 2008年  |                                                                         |                                                |                                                               |                                                    |
| 1月25日 | ハヤテのごとく！ キャラクターCD10 白皇学院生徒会三人娘                  | 白皇学院生徒会三人娘                           | 「「ごめん」で済むなら恋などしない」 「白皇学院生徒会不心得」 | テレビアニメ『ハヤテのごとく！』関連曲             |
| 2009年  |                                                                         |                                                |                                                               |                                                    |
| 1月21日 | 絶対可憐チルドレン キャラクターCD 8th session 柏木朧/ザ・ダブルフェイス | ザ・ダブルフェイス                             | 「フェイスはダブルの歌心」                                    | テレビアニメ『絶対可憐チルドレン』関連曲           |
| 3月6日  | ハヤテのごとく! キャラクターカバーCD 〜選曲：畑健二郎〜                 | 白皇学院生徒会三人娘                           | 「My Heart 言い出せない、Your Heart 確かめたい」              | テレビアニメ『ハヤテのごとく！』関連曲             |
| 6月10日 | 本日、満開ワタシ色!                                                     | 桂ヒナギク（伊藤静） with 白皇学院生徒会三人娘 | 「本日、満開ワタシ色!」                                       | テレビアニメ『ハヤテのごとく!!』エンディングテーマ |
| 8月26日 | ハヤテのごとく!! キャラクターCD 2nd series 06 白皇学院生徒会三人娘      | 白皇学院生徒会三人娘                           | 「アイ・ラブ・ユーならシャウトして!」                         | テレビアニメ『ハヤテのごとく!!』関連曲             |

### シリーズ一覧
1. ↑  テレビシリーズ『〜primo passo〜』（2006年 - 2007年）、スペシャル『〜secondo passo〜』（2009年）
2. ↑  第1期（2006年）、第2期『二籠』（2007年）
3. ↑  第1作（2007年 - 2008年）、第2作『ハヤテのごとく!!』（2009年）、第3作『ハヤテのごとく！ CAN'T TAKE MY EYES OFF YOU』（2012年）、第4作『ハヤテのごとく！ Cuties』（2013年）
4. ↑  第1期（2008年）、第2期（2008年）
5. ↑  テレビシリーズ（2009年）、特別編『けんぷファー für die Liebe』（2011年）
6. ↑  第2期『しゅごキャラ!! どきっ』（2009年）、第3期『しゅごキャラ! パーティー！』（2010年）
7. ↑  1stシーズン（2014年 - 2016年）、2ndシーズン（2021年）、3rdシーズン（2021年 - 2022年）
8. ↑  Season 1（2019年）、Season 2（2022年）、Season 3（2023年）、Season 4（2025年）
9. ↑  シーズン1（2021年）、シーズン2（2023年）

### ユニットメンバー
1. 1 2 3 4  瀬川泉（矢作紗友里）、花菱美希（中尾衣里）、朝風理沙（浅野真澄）
2. ↑  常磐奈津子（中尾衣里）、野分ほたる（佐藤利奈）